# Пивненко, Александр Сергеевич
Александр Сергеевич Пивненко (укр. Олександр Сергійович Півненко, позывной — Каскад; 21 февраля 1986, ГДР) — украинский военнослужащий, бригадный генерал, участник российско-украинской войны, командующий Национальной гвардией Украины. Герой Украины (2023).

## Биография
Родился 21 февраля 1986 года в ГДР в семье военного. В 2003 году окончил Криворожский лицей-интернат с усиленной военно-физической подготовкой. В 2008 году завершил обучение в Военном институте танковых войск НТУ «ХПИ» в Харькове, получив диплом специалиста. В 2021 году окончил Национальный университет обороны Украины по оперативно-тактическому уровню подготовки.
С 2008 по 2022 год служил в отдельном отряде специального назначения «Омега» Национальной гвардии Украины в Киеве и Харькове. В 2011 году был офицером спецподразделения и антитеррористического отряда 1-й президентской оперативной бригады.
С 2018 года служил в Восточном территориальном управлении Национальной гвардии Украины и активно участвовал в войне на Донбассе. Во время полномасштабного российского вторжения в Украину принимал участие в боях за Харьковскую область, включая освобождение Кутузовки, Малой Рогани и Циркунов. Также участвовал в боях на направлении Торецка в Донецкой области.
В июле 2022 года был назначен командиром 3-й оперативной бригады Национальной гвардии Украины. В 2023 году возглавил Восточное территориальное управление НГУ. 8 июля 2023 года президент Украины Владимир Зеленский назначил его командующим Национальной гвардии Украины. 25 июля того же года он стал членом Ставки Верховного Главнокомандующего. 29 ноября 2023 года ему было присвоено звание бригадного генерала.

## Награды
- Звание «Герой Украины» с удостоением ордена «Золотая Звезда» (23 марта 2023) — за личное мужество и героизм, проявленные в защите государственного суверенитета и территориальной целостности Украины, верность военной присяге[4].
- Орден «За мужество» II степени (30 апреля 2022) — за личное мужество и самоотверженные действия, проявленные в защите государственного суверенитета и территориальной целостности Украины[5].
- Орден «За мужество» III степени (17 июня 2016) — за личное мужество и самоотверженные действия, проявленные в защите государственного суверенитета и территориальной целостности Украины, верность военной присяге[6].
- Почётный гражданин Харькова (2024)[7]